# هرادک (ناحیه کلاتووی)
هرادک (به چکی: Hrádek) یک منطقهٔ مسکونی در جمهوری چک است که در ناحیه کلاتووی واقع شده‌است. هرادک ۳۶٫۹ کیلومتر مربع مساحت و ۱٬۴۰۷ نفر جمعیت دارد و ۴۸۵ متر بالاتر از سطح دریا واقع شده‌است.